# 圣巴苏堂
圣巴苏堂（Chiesa di San Basso）是意大利威尼斯市中心一座已改为世俗用途的罗马天主教教堂，巴洛克风格，现在是一座音乐厅。
根据威尼斯历史学家Flaminio Corner研究，该堂创建于1079年。在1105年和1661年火灾后曾两次重建，后一次是由Baldassarre Longhena设计。它靠近圣马可钟楼, 它在圣马可广场上有侧立面。它有四根科林斯柱和两个单独的直棂窗。
1806年，在拿破仑占领期间，该堂关闭并出售给私人。1847年，该堂被并入聖馬爾谷聖殿宗主教座堂, 用于储存大理石和雕塑。在1890年代修复后，改为会议厅和音乐厅。